# L’homme du Ciguri
L'homme du Ciguri est un album de Jean Giraud / Mœbius publié en 1995 aux éditions Les Humanoides Associés. Il raconte les aventures du Major Guber et est thématiquement placé entre Major fatal (1979) et Le chasseur déprime (2008). L'album contient 50 planches en couleur.

## Album
- L'homme du Ciguri ,  Les Humanoides Associés, 1995
Scénario et dessin :  Moebius - Couleurs : Claudine Pinet -   (ISBN 2731612096)

## Synopsis
Le major Gruber quitte les profondeurs de la Terre et réapparait par une bouche de métro. Il est à la recherche des buraux du Ciguri mais une foule compacte, manifestante lui bloque le passage. Reprenant sa marche, il voit un livre de Larcher en vitrine, intitulé "Résumé", aux éditions du Garage. Pensant que cela pourrait lui donner des informations sur ce qu'il a vécu, il veut l'acheter mais n'a pas d'argent. Un inconnu lui donne l'argent. Pendant ce temps, le Ciguri est toujours en orbite autour d'un astéroïde géant. Damalvina est à la recherche du Major. Mais celu-ci a disparu. Le Ciguri est observé par des astronautes qui marchent à la surface de l'astéroide. Ils sont en quête de vie et sous les ordres de Sper Gossi. L'ingénieur barnier est dans son garage et tente de réparer un cableur. Entretemps Gruber s'est installé dans un café et lit le livre "Résumé". Sa lecture lui indique que pour échapper à ce monde et retrouver le Ciguri, il doit d'abord retrouver John Larcher. Le soldat Batmagoo pilote son char dans le désert à la recherche du Major. Il est aspiré et atterin nu dans un autre monde. Le major fuit le café ou il était, la police le poursuit.L'inspecteur de police Leroy interroge le barman et comprend que le Major a probablement tué son agresseur. Damalvina est avertit que Sper Gossi prépare une attaque contre le Ciguri et décide de faire un saut en hyper-espace. Après une attaque surprise de Trucmute bivalve, Batmagoo se retrouve en plein désert. Le Major finit par trouver les éditions du Garage. Il entre et trouve l’auteur. Batmagoo lutte dans le désert contre son guide et apprend qu’il est au troisième niveau afin de rencontrer le Tar’Aï. En se battant, il déclenche une réaction en chaine. Chez l’auteur le Major voit un tableau le représentant et signé Larcher. Une femme dans la pièce s’offre à lui. Pendant ce temps, en banlieue Sud, Anne dine avec ses parents mais entre en transe, possédée par le Tar’Aï. Après avoir tué ses parents, elle s’envole par la fenêtre. Le Major se laisse séduire par la jeune femme. Son double de Major apparait dans la chambre et passe à travers un tableau. A bord du Ciguri, Damalvina discute avec Cervic de son désespoir de retrouver le Major. Ils se préparent à un saut dans l’hyper-espace pour retrouver la Californie.

## Personnages
- Major Gruber a créé le monde du garage hermétique et y évolue.
- Damalvina (ou Malvina) grande prétresse sexuelle et compagne du Major Gruber, vit à bord du Ciguri
- Sper Gossi: L'ennemi juré du Major.
- Cervic: Le pilote du Ciguri
- Batmagoo: un soldat au service de Sper Gossi et à la recherche du Major.

## Analyse
Le livre est la suite directe de “Major Fatal” réalisé des années avant (1979).  Il en reprend la structure narrative (scénario semblant improvisé) et la créativité dans le dessin. Comme le note M.Géreaume: « Bien des années après, Mœbius a donc concocté une suite toute aussi folle que la première. On y retrouve le fameux Major Grubert à la recherche de son vaisseau, le Ciguri ».
Si le scénario reste, ou semble, décousu, improvisé, peuplé de nombreuses dimensions, Pilau Daures note que : « L’unité de l’ensemble est toutefois assurée par la constante qualité graphique des images produites par Mœbius. Les cases restent facilement lisibles, tant dans la limpidité de leur dessin que dans le relatif classicisme de leur composition ».
Les couvertures des différentes éditions sont une véritable énigme en soi. Des illustrations proches entre Major fatal et L'homme du Ciguri sont utilisées au fil des années, faisant dire à Voitachewski écrivant sur le dessin du Major passant un mur ouvert : « cette image sera redessinée et reprise pour la sortie du volume 2 de la série, L’homme du Ciguri (cet homme du Ciguri en question n’étant autre que le Major Fatal), en 1995 ».
En 2020, l'album est ré-édité avec des histoires courtes sur le Major dont celle appelée Les vacances du Major. Sous le nom Moebius oeuvres T4, ce nouveau volume contient des suppléments en couleur et en noir et blanc. L'ensemble des pages représentent des périodes différentes pour Moebius mais l'ensemble reste cohérent au niveau du dessin, malgré une grande variété de style pour un même personnage et comme le note Jean-Philippe Diservi : « Même si Les vacances du major et L'Homme du Ciguri comptent une vingtaine d'années d'écart, le dessin ne s'en ressent pas vraiment, comme si la perfection graphique était chez l'artiste un signal linéaire ».